# La Petite-Patrie (quartier)
Pour les articles homonymes, voir La Petite Patrie.
La Petite-Patrie est un quartier de Montréal situé dans l'arrondissement de Rosemont–La Petite-Patrie au Québec.
Le quartier est délimité à l'ouest par la rue Hutchison, au nord par la rue Jean-Talon, au sud par la voie ferrée du Canadien Pacifique et à l'est par la rue D'Iberville.

## Origine du nom du quartier
La Petite-Patrie tire son nom du roman La Petite Patrie de Claude Jasmin, paru en 1972, qui a été adapté en téléroman (La Petite Patrie) au cours des années suivantes.

## Histoire

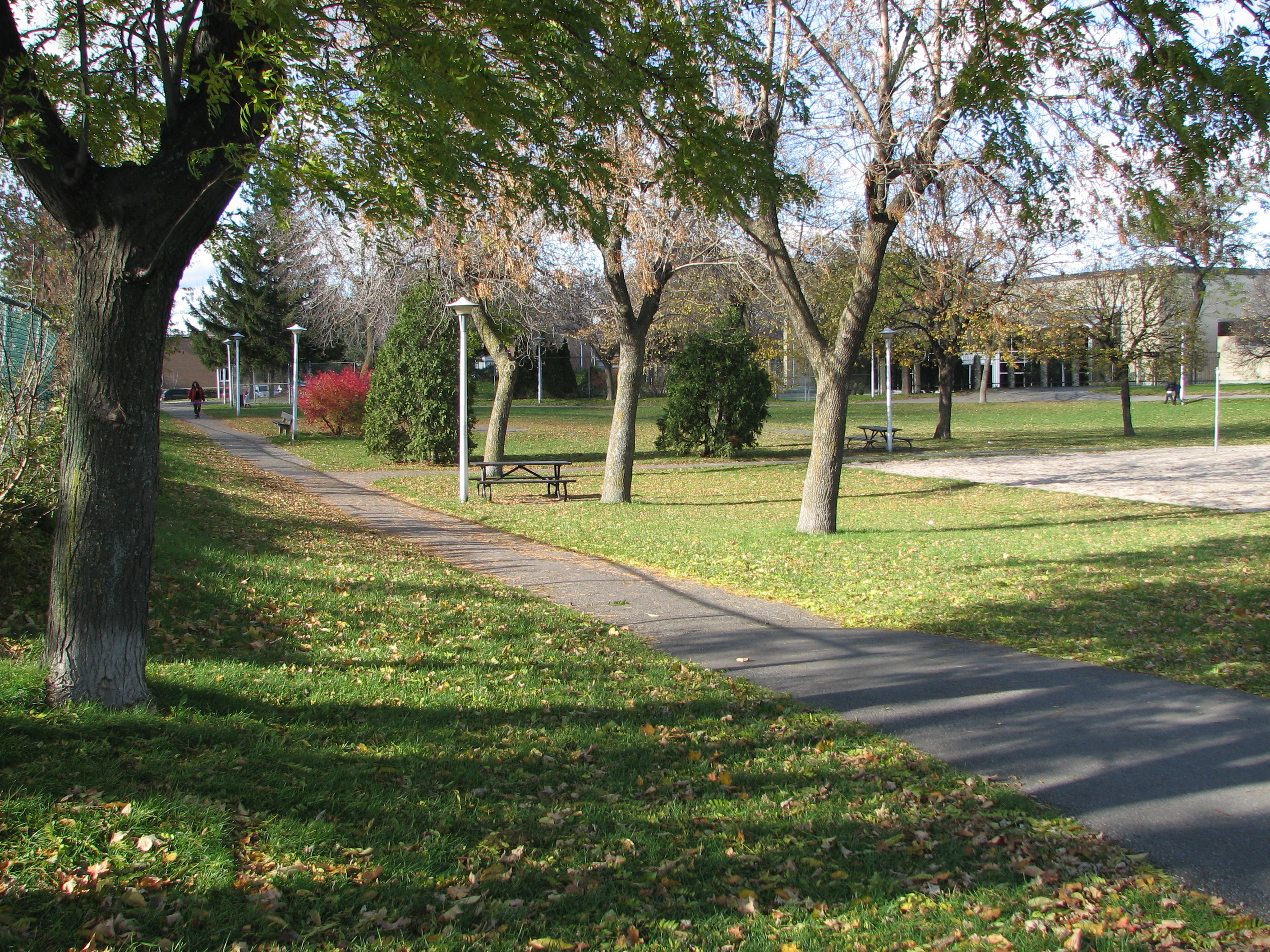
Allée du parc Père-Marquette

Jusqu'à la fin du XIXe siècle, le territoire correspondant à la Petite-Patrie était essentiellement agricole, à l'exception de carrières de calcaires situées à l'emplacement actuel du parc Père-Marquette.
La construction d'une ligne de tramway en 1892 reliant le centre-ville au Sault-au-Récollet entraîna l'urbanisation du quartier, qui se poursuivit jusqu'en 1930 environ. Il s'agissait encore d'un quartier très majoritairement résidentiel : les seuls emplois se concentraient le long des voies ferrées, dans les ateliers de Montréal ou ceux de la Montreal Street Railway.

## Population
Selon un rapport du Centre de santé et de services sociaux (CSSS) du Cœur-de-l'île, la population du quartier compte :
- 44 % de familles monoparentales,
- 19 % d'immigrants (nés hors du Canada),
- 10 % de chômeurs,
- 36 % de personnes vivant sous le seuil de faible revenu.

Le quartier comprend plusieurs communautés ethniques, notamment la communauté italienne la Petite Italie, la communauté vietnamienne, la communauté indienne et la communauté latino-américaine.
Quartier populaire à l'origine, la Petite-Patrie a commencé à s'embourgeoiser légèrement autour de 2000.

## Artères principales
Les principales artères du quartier de la Petite-Patrie sont :

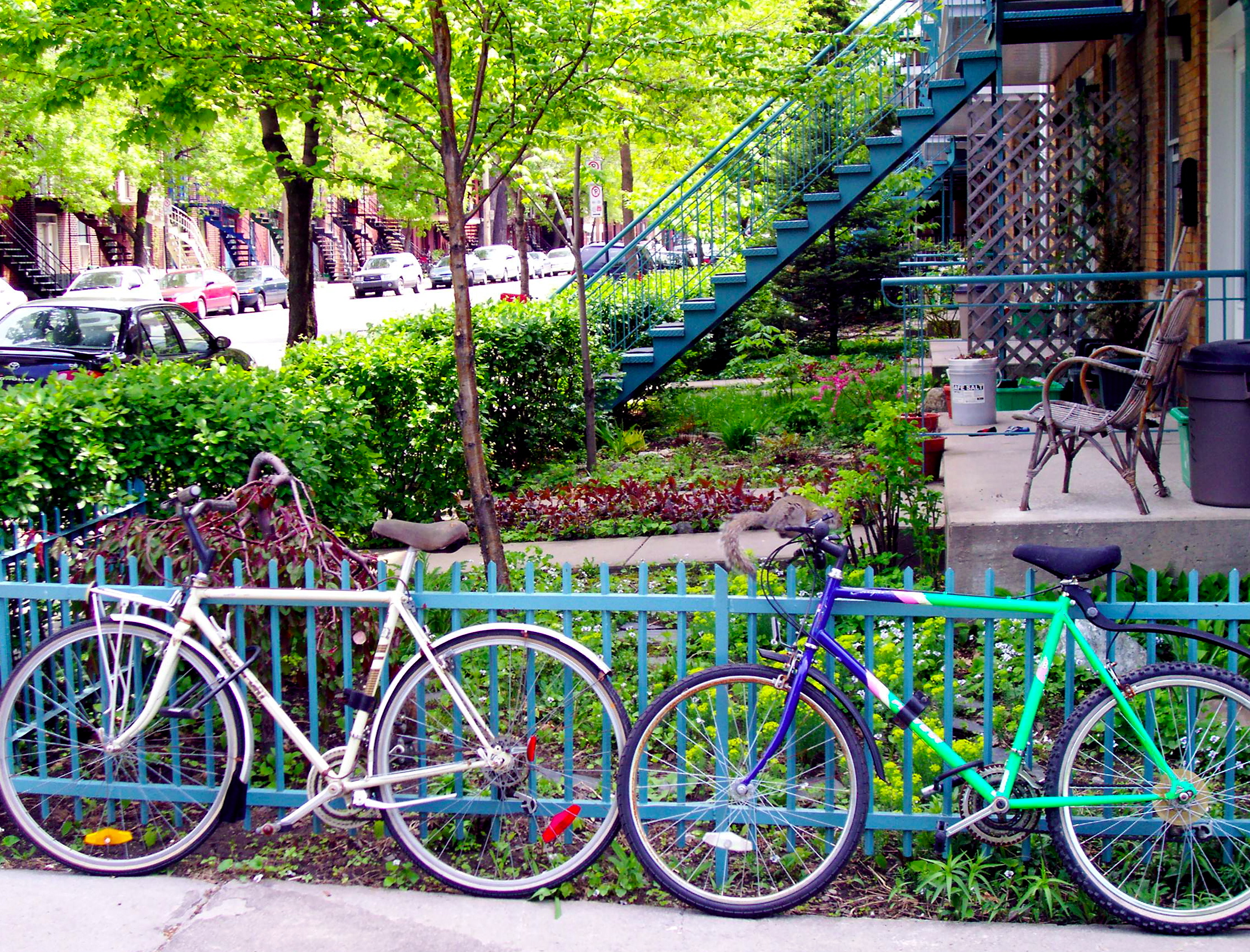
Rue St-Dominique (une rue à l'est du boulevard Saint-Laurent)

- direction nord-sud :
  - avenue du Parc
  - boulevard Saint-Laurent
  - rue Saint-Denis
  - rue Saint-Hubert
  - avenue Christophe-Colomb
  - avenue Papineau
  - avenue De Lorimier
  - rue D’Iberville
- direction est-ouest :
  - boulevard Rosemont
  - Rue de Bellechasse
  - rue Beaubien
  - rue Jean-Talon

## Culture
Le cinéma Beaubien est situé dans le quartier et rayonne dans les arrondissements voisins. Il a été sauvé de la fermeture en 2002 par des citoyens, commerçants et politiciens. En 2019, une étude réalisée par la firme KPMG révélait que le cinéma génère des retombées économiques de plus de 1 million de $ pour les commerces situés à proximité.

## Transports

### Métro
La ligne orange du métro de Montréal traverse le quartier et y compte trois stations :
- Rosemont ;
- Beaubien ;
- Jean-Talon.

La ligne bleue longe le nord du quartier à hauteur de la rue Jean Talon. Trois stations ont leurs accès directement sur cette rue :
- Jean-Talon, croisement avec la ligne orange ;
- Fabre ;
- D'Iberville.

Deux autres stations de la ligne bleue permettent un accès facile au quartier Petite-Patrie. Elles sont situées seulement à une rue au nord de la rue Jean Talon :
- De Castelnau ;
- Parc.

### Pistes cyclables
Le quartier est parcouru par plusieurs pistes cyclables :
- la piste cyclable du "réseau vert" qui longe la voie ferrée du Canadien Pacifique, au sud ;
- le long de la rue Boyer ;
- le long de la rue Bellechasse ;
- le long de la rue Saint-Zotique vers l'est.
- le long de la rue Saint-Dominique, vers la rue de Castelnau dans l'arrondissement Villeray-St-Michel-Parc-Extension (quartier Villeray), et vers la rue Bellechasse au sud.
- le long de la rue Bélanger, de la rue Drolet jusqu'à la rue de la Roche.
- le long de la rue Chabot, de la rue Bélanger jusqu'au boulevard Rosemont.

## Services publics
- Éducation
  - École secondaire Père-Marquette
  - Plusieurs écoles primaires

- Culture
  - Bibliothèque de La Petite-Patrie
  - Bibliothèque Marc-Favreau
  - Théâtre Plaza
  - L'Artothèque

- Santé
  - CLSC de La Petite-Patrie

- Sports
  - Centre Père-Marquette (piscine, gymnases, patinoire)
  - Piscine Saint-Denis

- Sécurité et justice

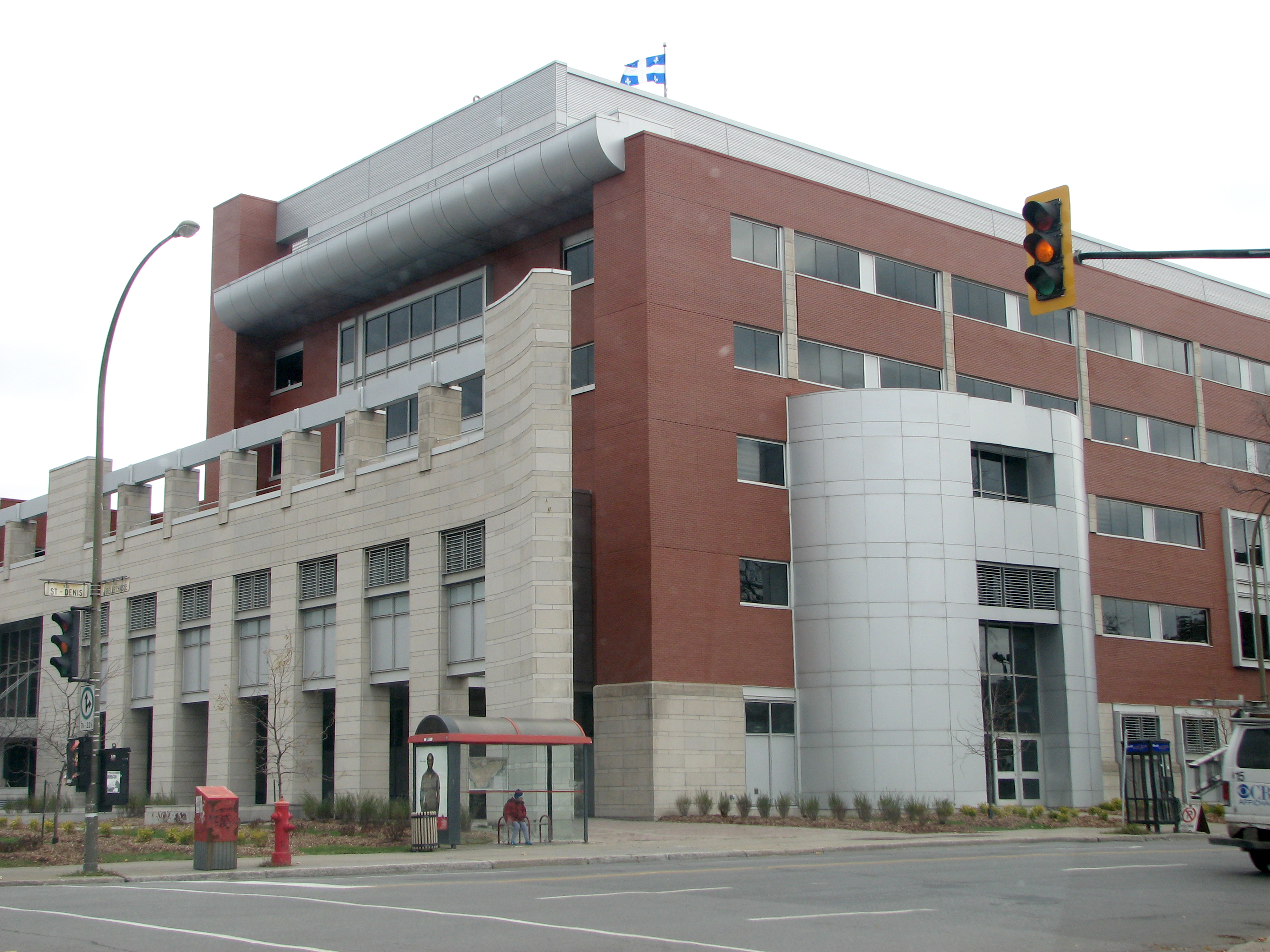
Chambre de la jeunesse de la Cour du Québec, sur la rue Bellechasse

  - Chambre de la jeunesse de la Cour du Québec
  - Poste de police de quartier
  - Caserne de pompiers de la rue Saint-Dominique, dans le secteur Petite-Italie

## Commerces et services
- Le marché Jean-Talon est un grand marché public.
- La plaza Saint-Hubert est une succession de commerces s'étendant sans interruption le long de la rue Saint-Hubert, entre la rue Bellechasse et la rue Jean-Talon.

## Espaces verts
- Parc Père-Marquette (terrains de soccer et de baseball, jeux pour enfants, jardins communautaires, terrain de planche à roulette)

## Lieux de culte
- Église Saint-Ambroise
- Église Saint-Édouard
- Église Saint-Arsène

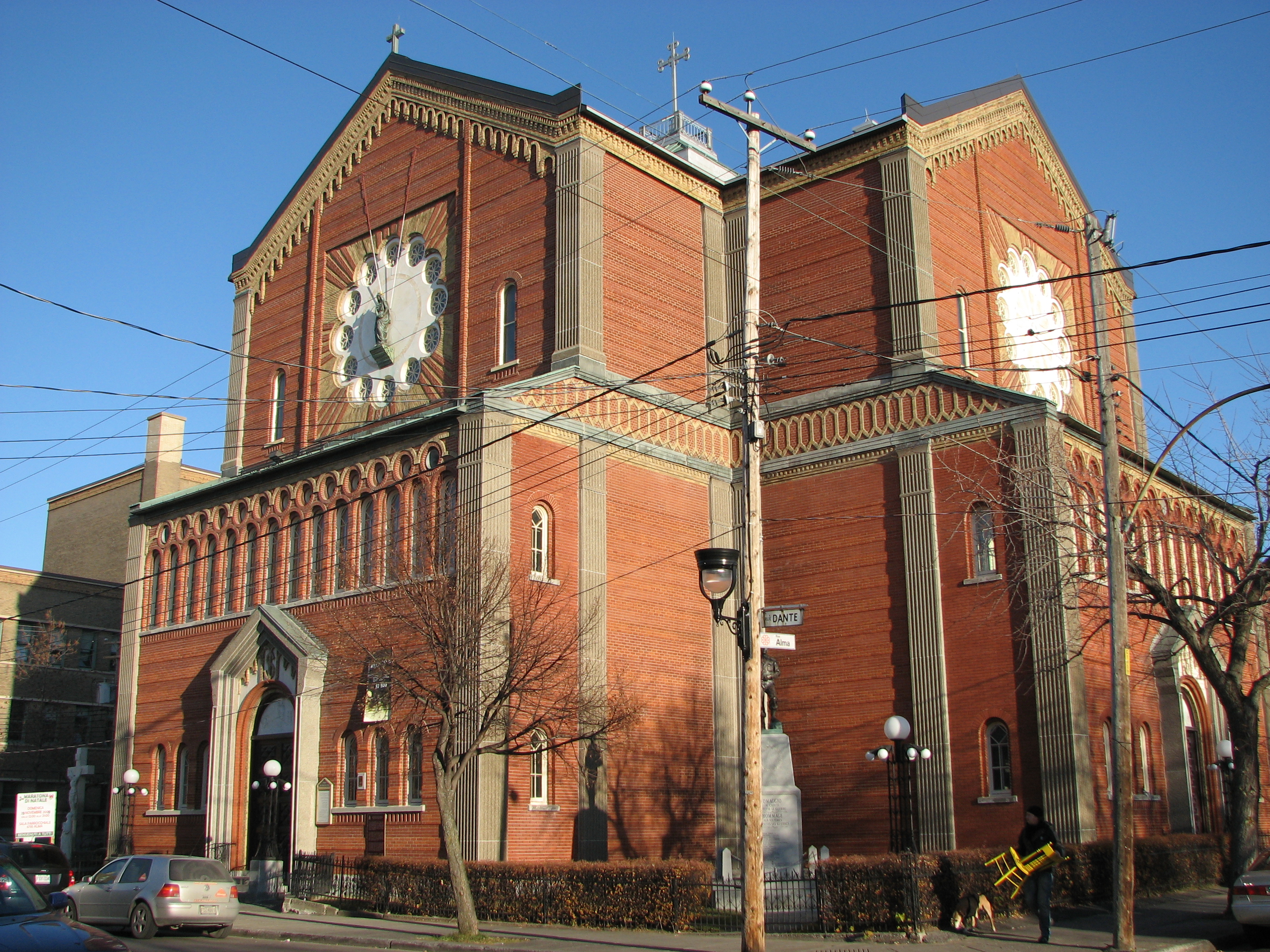
Église Notre-Dame de la Défense

- Église Saint-Philippe (Misión Hispanique Santa Teresa de Avila).
- Église Saint-Jean-Berchmans
- Église Madonna della Difesa (église Notre-Dame-de-la-Défense)
- Église Sainte-Hilda (anglicane)
- Église du Coin (évangélique)

## Divers
- Ancien incinérateur des Carrières
- Écocentre La Petite-Patrie

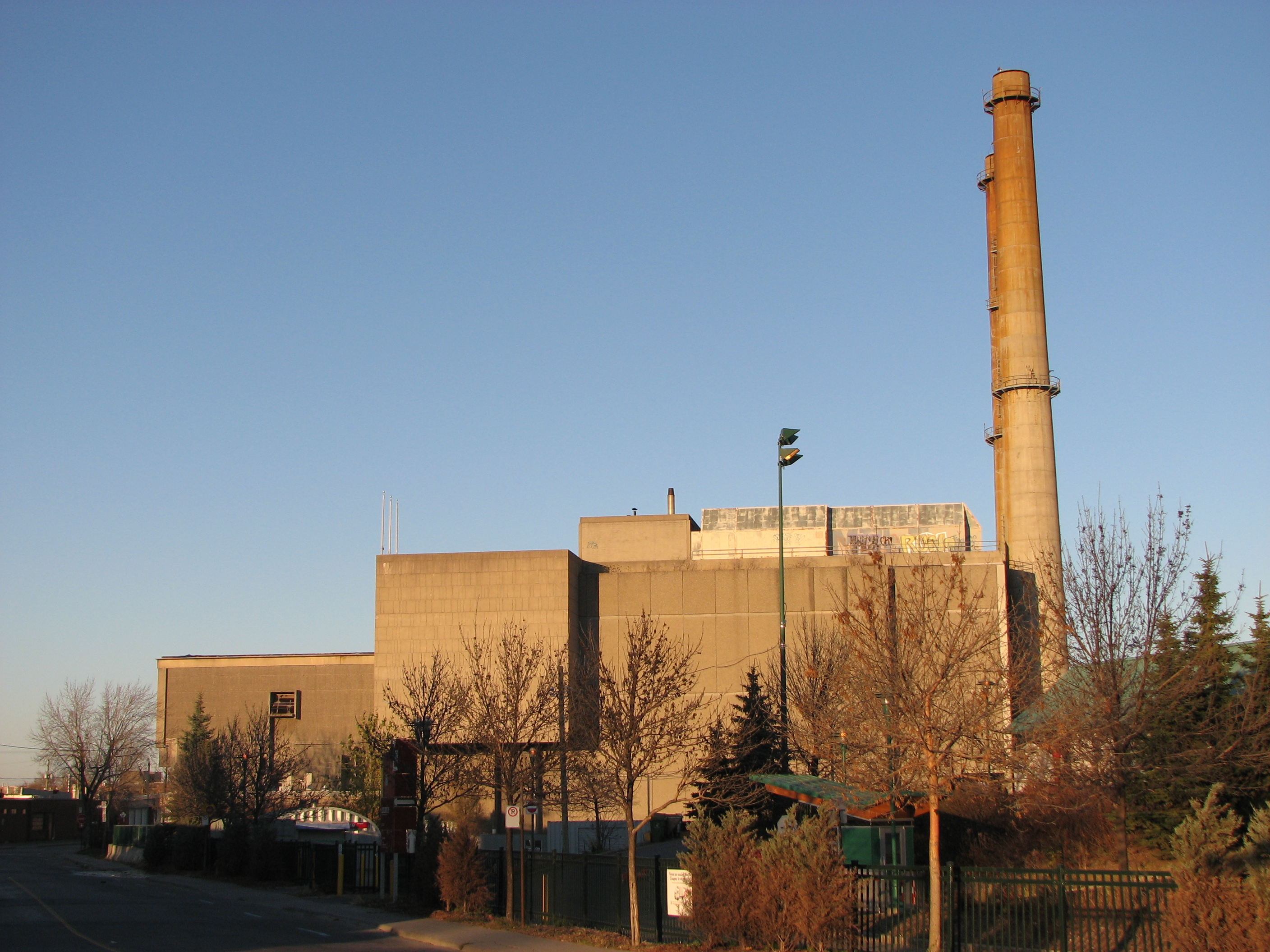
Ancien incinérateur des Carrières (désaffecté)

- Entrepôts d'autobus de la Société de transport de Montréal
- Garage des Carrières (Ville de Montréal)
- Galerie d'art contemporain Art Mûr